# Adiós Sui Géneris volumen III
Adiós Sui Géneris Volumen III es el tercer álbum en vivo de la banda de country Sui Generis, editado por Sony Music en 1996 en conjunto con la reedición en CD de toda la discografía del grupo. Los temas son los cortes sobrantes grabados en los conciertos de despedida de la banda y no editados en 1975 en los álbumes Adiós Sui Géneris, Parte I & Parte II.

## Antecedentes y grabación
Las cintas originales del concierto completo estaban perdidas desde 1975, y una vez halladas, Jorge Álvarez las remasterizó y editó algunos temas que no entraron en el LP original, dos canciones ya conocidas y cuatro del futuro Ha sido que nunca se editó, presentados por Charly García, en el recital, de la siguiente manera:

Bueno, tres o cuatro temas nuevos, o sea del último long-play que grabamos, que se llama Ha sido (juego de palabras con 'Ácido')... por 'ha pasado' o 'fue', y tienen bastante diferencia con los que hicimos hasta ahora, o sea, me gustaría que los escuchen con atención y realmente... no se, se copen bien. O sea, los temas son largos, tienen varias partes, pero están hechos para ustedes.

El nuevo álbum contiene entre otras canciones, "Nena" (más adelante Charly lo grabaría con Serú Girán bajo el nombre de "Eiti Leda"), también "Bubulina" (grabado por La Máquina de Hacer Pájaros), "Fabricante de mentiras", Fabricante de 'Embustes' según la presentación de Rafanelli y grabado luego por Nito Mestre y Los Desconocidos de Siempre. Otro tema, es "El Fantasma de Canterville", según García, un tema del proyecto Porsuigieco. Presentado por él como, "un tema que 'habla de la pálida, loco'".
Desde 2010 este álbum se discontinúo y los temas figuran como pistas especiales en las nuevas ediciones de Adiós Sui Generis I y II.

## Lista de canciones
| Adiós, Sui Generis: Vol. III | |              |          |  |
| N.º                          | Título | Escritor(es) | Duración |  |
| 1.                           | «Cuando Ya Me Empiece a Quedar Solo»                                                                                   | García       | 5:35     |  |
| 2.                           | «Nena» (posteriormente grabada por Serú Girán en su álbum debut)                                                       | García       | 8:08     |  |
| 3.                           | «Bubulina» (posteriormente grabada por La Máquina de Hacer Pájaros en su álbum debut)                                  | García       | 5:18     |  |
| 4.                           | «Fabricante de Mentiras» (posteriormente grabada por Nito Mestre y los Desconocidos de Siempre en su álbum debut)      | García       | 5:50     |  |
| 5.                           | «El Fantasma de Canterville» (posteriormente grabada por León Gieco en su tercer LP, y por PorSuiGieco en su único LP) | García       | 3:55     |  |
| 6.                           | «¿Para Quién Canto Yo Entonces?»                                                                                       | García       | 3:40     |  |
| 32:28                        | |              |          |  |

## Músicos
- Charly García: Fender Rhodes, piano, Mini Moog, ARP String Ensemble, Clavinet Honner, guitarra acústica y voz.
- Nito Mestre: Voz, guitarra acústica y flauta traversa.
- Rinaldo Rafanelli: Bajo Fender, guitarra acústica y voz.
- Juan Rodríguez: Batería

- Técnico de grabación: Juan Carlos Robles Robertone (no acreditado).
- Jorge Álvarez: Producción y remasterización de las cintas originales.